# Ким Опаснић
Ким Опаснић (енгл. Kim Possible) је америчка анимирана акциона хумористичка-авантуристичка телевизијска серија аутора Боба Шулија и Марка Макоркла за Disney. Насловни лик је тинејџерка са задатком да се редовно бори против криминала, док се бави свакодневним питањима која су обично повезана са адолесценцијом. Ким помажу неспретни најбољи пријатељ и касније дечко, Рон Шепртљић, његов кућни љубимац голо слепо куче Руфус и десетогодишњи компјутерски геније Вејд. Заједно познати као Тим Опаснић, Кимине и Ронове мисије првенствено захтевају од њих да спрече зле планове лудог научника др. Дракена и његове помоћнице Шиго, иако се сусрећу и са другим непријатељима.
У Србији се емитовала 2009. године на каналу РТС 1, синхронизована на српски језик. Синхронизацију је радио студио Лаудворкс, а продукцију Луксор ко.

## Епизоде
| Сезона | Сезона | Епизоде | Епизоде | Оригинално емитовање | Оригинално емитовање |
| Сезона | Сезона | Епизоде | Епизоде | Премијера            | Финале               |
| ------ | ------ | ------- | ------- | -------------------- | -------------------- |
|        | 1.     | 21      | 21      | 7. јун 2002.         | 16. мај 2003.        |
|        | 2.     | 30      | 30      | 18. јул 2003.        | 5. август 2004.      |
|        | 3.     | 14      | 14      | 25. септембар 2004.  | 10. јун 2006.        |
|        | 3S.    | 3S.     | 3S.     | 26. август 2005.     | 26. август 2005.     |
|        | 4.     | 22      | 22      | 10. фебруар 2007.    | 7. септембар 2007.   |

## Улоге
| Улога                | Оригинални глас            | Српски глас        |
| -------------------- | -------------------------- | ------------------ |
| Ким Опаснић          | Кристи Карлсон Романо      | Андријана Оливерић |
| Рон Шепртљић         | Вил Фридел                 | Милош Ђуричић      |
| Руфус                | Ненси Картрајт             | Андријана Оливерић |
| Вејд                 | Таџ Маури                  | Бојан Жировић      |
| др. Дракен           | Џон Димаџио                | Ђорђе Марковић     |
| Шиго                 | Никол Саливан              | Ивана Вукчевић     |
| Џејмс Опаснић        | Гери Кол                   | Бојан Жировић      |
| Ен Опаснић           | Џин Смарт                  | Ивана Вукчевић     |
| Џим Опаснић          | Шаун Глеминг Спенсер Фокс  | Бојан Жировић      |
| Тим Опаснић          | Шаун Глеминг Спенсер Фокс  | Ђорђе Марковић     |
| Бони Рокволер        | Кирстен Стормс             | Ивана Вукчевић     |
| Моник                | Рејвен-Симон               | Сања Поповић       |
| Мајмунолики          | Том Кејн                   | Ђорђе Марковић     |
| Даф Калифан          | Брајан Џорџ                | Милош Ђуричић      |
| Сењор Сениор, сениор | Рикардо Монталбан Ерл Боен | Бојан Жировић      |
| Сењор Сениор, јуниор | Нестор Карбонел            | Бојан Жировић      |
| проф. Дементор       | Петон Осволт               | Иван Зарић         |
| Електроник           | Кери Волгрен               | Сања Поповић       |